# Breath of Life (canção de Florence and The Machine)
"Breath of Life" é uma canção da banda britânica Florence and the Machine. A canção é um single promocional do álbum  Snow White and The Huntsman: Original Motion Picture Soundtrack, do filme Snow White and the Huntsman.

## Videoclipe
Um video musical para "Breath of Life" foi dirigido por Scott Murray e estreou no YouTube em 14 de maio de 2012. O video mostra Florence no estúdio, cantando a música e clipes de Snow White and the Huntsman. O video recebeu uma indicação para Melhor Vídeo de um filme no MTV Video Music Awards Japan 2013.

## Chart performance
| Chart (2012)                                    | Peak position |
| ----------------------------------------------- | ------------- |
| Alemanha (Official German Charts)               | 65            |
| Austrália (ARIA)                                | 57            |
| Áustria (Ö3 Austria Top 40)                     | 64            |
| Estados Unidos (Bubbling Under Hot 100 Singles) | 11            |
| França (SNEP)                                   | 143           |
| Irlanda (IRMA)                                  | 68            |
| Reino Unido (UK Singles Chart)                  | 87            |

## Histórico de lançamentos
| Região         | Data                | Gravadora                  | Formato          |
| -------------- | ------------------- | -------------------------- | ---------------- |
| Estados Unidos | 26 de abril de 2012 | Universal Republic Records | Download digital |
| Austrália      | 27 de abril de 2012 | Universal Music            | Download digital |
| Alemanha       | 27 de abril de 2012 | Universal Music            | Download digital |
| Reino Unido    | 27 de abril de 2012 | Island Records             | Download digital |